# Bitwa pod Heliopolis
Bitwa pod Heliopolis – starcie zbrojne, które miało miejsce w roku 640 w trakcie walk bizantyjsko-arabskich.
Starcie było decydującą bitwą pomiędzy wojskami arabskimi pod wodzą Amr Ibn al-Asa a siłami Bizancjum w trakcie ekspansji islamskiej. W wyniku zwycięstwa Arabom udało się zająć Egipt. 
Atak Arabów w Afryce był całkowitym zaskoczeniem dla Herakliusza, który liczył się z osłabieniem przeciwnika w wyniku walk z Sasanidami. W roku 639 po zwycięstwie nad Sasanidami w bitwie pod Nihawandem, niewielka, licząca 4000 ludzi armia arabska pomaszerowała do będącego pod panowaniem bizantyjskim Egiptu. Po zdobyciu miast Peluzjum i Bilbajs Arabowie, których siły wzrosły do 15 000 ludzi przekroczyli Nil kierując się na Fajum. W rejonie Heliopolis natknęli się na liczącą 20 000 ludzi armię bizantyjską. 
Bitwę rozpoczął atak Bizantyjczyków. Amr Ibn al-As podzielił swoje siły na 3 części. Oddział jazdy dowodzony przez Khariję, ukrył się za pobliskimi wzgórzami, stając się niewidoczny dla przeciwnika. Jego zadaniem było uderzenie w najsłabszą część armii bizantyjskiej z flanki lub z tyłu. Druga grupa jazdy posłana została w kierunku południowym, gdzie mogła z łatwością rozbijać wycofujące się ewentualnie oddziały przeciwnika. Amr Ibn al-As ze swoimi siłami wziął na siebie główne uderzenie Bizantyjczyków. W momencie gdy obie armie starły się ze sobą, oddział jazdy Khariji uderzył na przeciwnika zachodząc go od tyłu. Zaskoczeni Bizantyjczycy zostali rozproszeni, po czym rozpoczęli bezładną ucieczkę na południe, gdzie stało się celem ataków wydzielonej grupy jazdy. Bizantyjskiemu dowódcy Teodorowi wraz z kilkoma osobami udało się zbiec z pola bitwy. 
Klęska pod Heliopolis umożliwiła Arabom zajęcie całego Egiptu w roku 641 po zajęciu Aleksandrii. Większość mieszkańców kraju z zadowoleniem przyjęła zmianę rządzących, którzy znacznie zmniejszyli nałożone przez poprzedników wysokie podatki. 